# Roy Fowler
Henry Roy Fowler (* 26. März 1934 in Longsdon, bei Leek,  Staffordshire; † 27. Juni 2009 in Leek) war ein englischer Leichtathlet, der 1962 Dritter bei den Europameisterschaften im 10.000-Meter-Lauf wurde.
Fowler begann als Jugendlicher in Leek mit der Leichtathletik und wechselte dann zum Stone and District AC. Aus diesem Verein entstanden die North Staffordshire and Stone Harriers, für die Fowler bis zum Ende seiner Karriere startete. Danach gründete er in Leek den Staffordshire Moorlands AC, bei dem er bis kurz vor seinem Tod als Trainer tätig war.
Fowler, der wegen seiner roten Haare den Spitznamen „Red Fox“ bekam, fand Anfang der 1960er Jahre den Anschluss an die britische Spitze. 1962 siegte er bei der britischen Meisterschaft über sechs Meilen mit neuem britischen Rekord von 27:49,8 Minuten. Bei den Europameisterschaften 1962 in Belgrad trat Fowler im 10.000-Meter-Lauf an. Hinter Pjotr Bolotnikow spurteten mehrere Läufer um die Plätze, in 29:02,0 Minuten gewann Fowler Bronze hinter Friedrich Janke. Ende des Jahres fanden in Perth die British Empire and Commonwealth Games 1962 statt, bei denen Fowler trotz einer Fußverletzung antrat. Mit über einer Minute Rückstand auf den Dritten belegte er über sechs Meilen den achten Platz. Anfang 1963 spurtete Fowler beim Cross der Nationen in San Sebastian vor dem Belgier Gaston Roelants und dem Spanier Mariano Haro ins Ziel. Er klagte nachher über Schmerzen in den Beinen, später diagnostizierten die Ärzte Haarrisse in den Schienbeinen. Fowler musste anderthalb Jahre pausieren und verpasste die Olympiateilnahme 1964.
1966 kehrte Fowler zurück. Bei der britischen Meisterschaft im Crosslauf gewann er zusammen mit dem Einzelsieger Ron Hill mit den North Staffordshire and Stone Harriers die Mannschaftswertung. In der Bahnsaison verbesserte er seine Bestzeit über sechs Meilen auf 27:24,8 Minuten. Damit qualifizierte er sich zwar für die British Empire and Commonwealth Games 1966, konnte dann aber wegen einer Erkrankung dort nicht antreten. 1968 gewann Fowler noch einmal die Bronzemedaille in der Einzelwertung beim Cross der Nationen 1966 und 1968 stand er in der siegreichen englischen Mannschaft. Neben seiner Karriere arbeitete Fowler zeitweise als Fitnesstrainer beim Fußballverein Stoke City, wo er unter anderem als Konditionstraining gemeinsam mit Gordon Banks lief.
Als 1975 die erste Seniorenweltmeisterschaft in Toronto ausgetragen wurde, siegte Fowler über 5000 Meter, 10.000 Meter und im Crosslauf. Den Titel über 10.000 Meter konnte er bei der zweiten Seniorenweltmeisterschaft in Göteborg verteidigen.
2006 erschien eine Biographie über Roy Fowler mit dem Titel: A Fighter Second to None (deutsch etwa: Ein Kämpfer wie kein Zweiter). Roy Fowler starb im Juni 2009 an Krebs.